# Ołeksandr Tkaczuk
Ołeksandr Iwanowycz Tkaczuk, ukr. Олександр Іванович Ткачук (ur. 20 listopada 1985 w Czerniowcach) – ukraiński piłkarz, grający na pozycji pomocnika.

## Kariera piłkarska

### Kariera klubowa
Wychowanek klubów CSKA Kijów, RWUFK Kijów i Tawrija Symferopol, barwy których bronił w juniorskich mistrzostwach Ukrainy (DJuFL). Karierę piłkarską rozpoczął w 2002 roku jako piłkarz Bukowyny Czerniowce. Latem 2003 wyjechał do Białorusi, gdzie występował w Lakamatyu Mińsk. Na początku 2004 został piłkarzem Tawrii Symferopol, ale grał tylko w juniorskiej i rezerwowej drużynie. Od sierpnia do końca 2005 roku bronił barw drugiej drużyny Krywbasa Krzywy Róg. W 2006 powrócił do Bukowyny Czerniowce, a na początku 2007 przeszedł do Ołkomu Melitopol. W 2008 występował w uzbeckim Qizilqum Zarafshon. W styczniu 2009 przeszedł do węgierskiego FC Fehérvár. Rozegrał tylko dwa mecze, dlatego powrócił do Ukrainy, gdzie w sierpniu 2008 zasilił skład klubu Feniks-Illiczoweć Kalinine. W pierwszej połowie 2010 bronił barw syryjskiego Al-Ittihad Aleppo. Latem 2010 powrócił do Ukrainy, gdzie podpisał kontrakt z Zirką Kirowohrad, ale po dymisji trenera stracił miejsce w podstawowej jedenastce. W 2011 grał w amatorskim zespole Karpaty Kołomyja. Na początku 2012 został zaproszony przez byłego trenera rezerw Tawrii, Ołkomu i Feniksa Iwana Maruszczaka do nowego klubu Żemczużyna Jałta.

## Sukcesy i odznaczenia

### Sukcesy klubowe
- zdobywca Pucharu AFC: 2010
- finalista Pucharu Białorusi: 2003